# 科爾內雷瓦鄉
45°04′N 22°25′E / 45.067°N 22.417°E
科爾內雷瓦鄉（羅馬尼亞語：Comuna Cornereva, Caraș-Severin），是羅馬尼亞的鄉份，位於該國西南部，由卡拉什-塞維林縣負責管轄，面積400平方公里，海拔高度605米，2007年人口3,137，人口密度每平方公里8人。